# Rio Guadalentín
O rio Guadalentín é um rio da Região de Múrcia, Espanha, afluente do rio Segura.
Nasce perto de Lorca, na Região de Múrcia. Atravessa pelas províncias de Almería e Múrcia, banhando as localidades de Lorca, Totana, Alhama de Murcia, Librilla, e Múrcia, e conflui no rio Segura em Beniaján. O seu vale separa as serras de Espuña e Carrascoy. É o maior afluente do Segura pela margem direita.